# Kpandu
Kpandu é uma cidade localizada na montanhosa Região do Volta, em Gana. Está situada próxima ao afluente oriental norte do Lago Volta e à fronteira de Togo.